# Островские
Островские (Равита-Островские) — русский дворянский и польский графский род (пол. Ostrowski) герба Равич, происходящий из Малой Польши.

## Дворяне Островские
Фамилии Островских многие служили Российскому Престолу дворянскую службу и жалованы были от Государей (1597) и других годах поместьями.

#### Известные представители
- Островский Гаврила Петрович — московский дворянин (1629—1677, воевода в Дмитрове (Московском) (1636—1637).
- Островской Гаврила (без обозначения отчества) — воевода в Сокольске (1655).
- Островской Гаврила (без обозначения отчества) — воевода в Землянске (1664—1665).
- Островские: Григорий Михайлович, Василий Борисович, Алексей Устинович — московские дворяне (1678—1692).
- Островский — прапорщик Псковского пехотного полка, убит в сражении при Смоленске (4-7 августа 1812), его имя занесено на стену храма Христа Спасителя в г. Москва.
- Островский Михаил — подполковник Кабардинского пехотного полка, погиб в сражении с неприятелем (06 июля 1842)[2][1][3].

### Малороссийский дворянский род
Род происходит от потомства Даниила Острога, обывателя Черниговского (1703), приходившегося пасынком Черниговскому полковому судье Константину Стриевскому.

#### Описание герба
Щит: в красном поле пёс, возникающий из золотой чаши. Нашлемник: три голубых полосы, книзу меньше (изм. герб Корчак).

## Графы Островские
Граф Томаш Адам (1735—1821) был подскарбием надворным коронным, а потом председателем сената Царства Польского. Его сын:
- граф Островский, Антоний Ян (1782—1845) — польский писатель; служил по гражданскому ведомству в Царстве Польском; после 1830 г. жил за границей.
  - Сын его, Кристин Иосиф (1810—1882)[5], писал по-французски и по-польски, как прозой, так и стихами.

Род графов Островских внесён в родословные книги дворян Царства Польского.

## Графы Равита-Островские
Высочайше утверждённым 05 июля 1844 года, 29 ноября 1855 года и 12 декабря 1898 года мнениями Государственного совета: первым — Афанасий-Гиациант (Яцек), вторым — Антон-Иосиф-Фома-Лонгин-Юлий и третьим — Александр-Феликс и сын его Христиан-Мария-Антон-Фома Равита-Островские утверждены с нисходящим потомством в графское достоинство Прусского королевства (по диплому Прусского короля Фридриха-Вильгельма III от 06 июля 1798 года на графское достоинство коронного подскарбия Фомы-Адама Равита-Островского). Род использовал герб Равич.

## Описания гербов

#### Герб Равич
В золотом поле идущий вправо чёрный медведь; на нём сидит дева с распущенными волосами и распростёртыми наподобие креста руками. На деве красное платье, оставляющее руки открытыми до локтя, и корона.
Щит увенчан графской короной, над которой дворянский шлем. Нашлемник: два оленьих рога, между которыми виден стоящий на задних лапах, выходящий до половины чёрный медведь; левая передняя лапа опущена, в правой он держит розу. Намёт червлёный подложенный золотом. Щитодержатели: два диких человека.

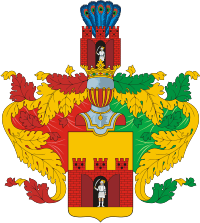
ОГ III, 47

#### Герб. Часть III. № 47.
В щите, имеющем золотое поле, изображены ворота с тремя башнями красного цвета, а по середине ворот поставлен воин с палашом. Щит увенчан дворянским шлемом и короной, на поверхности которой видны в щите означенные ворота с тремя башнями и на них пять павлиньих перьев (польский герб Гржимала). Намёт на щите золотой, подложен красным и зелёным. Герб внесён в Общий гербовник дворянских родов Российской империи, часть 3, стр. 47.

#### ГербДомброво-Кораб.
В красном поле золотой корабль с золотыми же львиными головами по кормам. В корабле башня о четырёх зубцах. В верхних углах щита по серебряной пятиконечной звезде. В вершине шлема левое коршунье крыло, проткнутое серебряной стрелой влево. Намёт голубой с серебряным подбоем.
Примечание: вышеописанный герб вместе с потомственным дворянством Всемилостивейше пожалован (02.10.1839) директору отделения главного контроля окладных доходов в Правительственной комиссии финансов и казначейства, государственному советнику Иларию Осипову сыну Островскому, по силе 4-й статьи статьи Положения о Дворянстве 1836 г., грамотою Государя Императора и Царя Николая I.

#### Герб. Часть XVIII. № 32.
В червлёном щите, серебряная подкова, шипами вниз. Щит увенчан Дворянским коронованным шлемом. Нашлемник: ястреб натурального цвета, держащий в когтях правой лапы, серебряную подкову. Намёт: червленый с серебром (изм. польский герб Ястржембец).
Примечание: определениями Правительствующего Сената, по Департаменту Герольдии, 25 апреля 1851 года и 13 Мая 1904 года утверждены постановления Виленского Дворянского Депутатского Собрания: первым определением, постановления Депутатского Собрания, от 11 августа 1820 года, 15 декабря 1843 года и 18 мая 1848 года, о признании в потомственном Дворянстве, со внесением в первую часть Дворянской родословной книг, рода Островских, а в числе его членов Станислава и Михаила-Карла Островских, сыновей Антона, внуков Ивана, правнуков Якова Островских, по владению последними с 1728 года, населенными имениями Сагово и Вербилишки, а вторым определением Сената утверждено постановление Депутатского Собрания, от 25 февраля 1903 года, о причислении к этому роду Степана Иосифова Островского (просителя), внука Антона Иванова Островского.
Диплом на Дворянское достоинство Высочайше подписан 07 Февраля 1907 года.